# Олійченко Ігор Михайлович
І́гор Миха́йлович Олі́йченко (* 1959) — фахівець у галузі державного управління. Кандидат технічних наук (1988), доктор наук з державного управління (2010), професор (2011).

## З життєпису
Народився 1959 року в місті Чернігів. Закінчив Московський інститут хімічного машинобудування (1981), 2000 року — фінансово-економічний інститут перепідготовки при Чернігівському технологічному університеті.
Від 1981 року працював у НВО «Хімтекстильмаш» (Чернігів); від 1995-го — у Національному університеті «Чернігівська політехніка». Від 2011 року — професор кафедри менеджменту та державної служби.
Наукові дослідження:
- інформаційні системи і технології в державному управлінні
- інформаційний бізнес
- електронне урядування,
- системи управління якістю.

Автор 155 опублікованих наукових та навчально-методичних праць. Серед робіт:
- «Особливості функціонування системи автоматизованого документообігу в обласній державній адміністрації»; 2009
- «Розвиток інформаційного забезпечення органів державного управління: теорія, методологія, практика», 2010[2]
- «Проєктний менеджмент: регіональний зріз. Навчальний посібник»; 2016, співавтори Пепа Т. В., Бутко М. П., Мурашко М. І., Оліфіренко Л. Д.
- «Менеджмент інвестиційної діяльності. Підручник», 2018 (співавтор)
- «Features and ways of improving the personnel management of the trade enterprisе»; 2020 (співавтор)

## Нагороди і вшанування
- Орден «За заслуги» III ступеня[3]